# Finale du Championnat d'Europe de football 2008
La finale du championnat d'Europe de football 2008 est le dernier match de l'Euro 2008. Ce match de football prend place le 29 juin 2008 au stade Ernst-Happel de Vienne, en Autriche, et voit s'opposer la sélection allemande à la sélection espagnole. À l'issue de la rencontre, les Espagnols l'emportent sur le score d'un but à zéro et remportent leur deuxième Championnat d'Europe de football après 1964.

## Parcours des finalistes
Note : dans les résultats ci-dessous, le score du finaliste est toujours donné en premier.
| Rang | Équipe    | Pts | J | G | N | P | Bp | Bc | Diff |
| ---- | --------- | --- | - | - | - | - | -- | -- | ---- |
| 1    | Croatie   | 9   | 3 | 3 | 0 | 0 | 4  | 1  | +3   |
| 2    | Allemagne | 6   | 3 | 2 | 0 | 1 | 4  | 2  | +2   |
| 3    | Autriche  | 1   | 3 | 0 | 1 | 2 | 1  | 3  | -2   |
| 4    | Pologne   | 1   | 3 | 0 | 1 | 2 | 1  | 4  | -3   |

| Rang | Équipe  | Pts | J | G | N | P | Bp | Bc | Diff |
| ---- | ------- | --- | - | - | - | - | -- | -- | ---- |
| 1    | Espagne | 9   | 3 | 3 | 0 | 0 | 8  | 3  | +5   |
| 2    | Russie  | 6   | 3 | 2 | 0 | 1 | 4  | 4  | 0    |
| 3    | Suède   | 3   | 3 | 1 | 0 | 2 | 3  | 4  | -1   |
| 4    | Grèce   | 0   | 3 | 0 | 0 | 3 | 1  | 5  | -4   |

## Résumé du match
L'Espagne attendait un succès international depuis 44 ans et son unique titre, obtenu à domicile. Il s'agit de sa première finale depuis celle de l'Euro 1984 perdue contre la France. L'Allemagne, quant à elle, s'invite souvent en finale et a déjà remporté à 3 reprises le trophée.
Dans cette finale inédite, le jeu est assez équilibré, les deux équipes observant un round d'observation en début de match. La situation se décante à la 33e minute avec le but de Fernando Torres, qui inscrit le seul but du match. La sélection ibérique prend ensuite le jeu à son compte, étant rarement inquiétée par la formation de Joachim Löw. Dans les dernières minutes, l'Espagne campe dans la moitié de terrain d'une équipe allemande en panne d'inspiration et se dirige vers son second sacre en Championnat d'Europe.

## Feuille de match
| Allemagne ·   |                        |     |
| Titulaires :  |                        |     |
|               |                        |     |
| 01            | Jens Lehmann           |     |
| 03            | Arne Friedrich         |     |
| 17            | Per Mertesacker        |     |
| 21            | Christoph Metzelder    |     |
| 16            | Philipp Lahm           | 46e |
| 08            | Torsten Frings         |     |
| 15            | Thomas Hitzlsperger    | 58e |
| 07            | Bastian Schweinsteiger |     |
| 13            | Michael Ballack        |     |
| 20            | Lukas Podolski         |     |
| 11            | Miroslav Klose         | 79e |
|               |                        |     |
| Remplaçants : |                        |     |
| 02            | Marcell Jansen         | 46e |
| 22            | Kevin Kurányi          | 58e |
| 09            | Mario Gómez            | 79e |
|               |                        |     |
| Entraîneur :  |                        |     |
| Joachim Löw   |                        |     |

| Espagne ·     |                 |     |
| Titulaires :  |                 |     |
|               |                 |     |
| 01            | Iker Casillas   |     |
| 15            | Sergio Ramos    |     |
| 04            | Carlos Marchena |     |
| 05            | Carles Puyol    |     |
| 11            | Joan Capdevila  |     |
| 19            | Marcos Senna    |     |
| 06            | Andrés Iniesta  |     |
| 08            | Xavi            |     |
| 10            | Cesc Fàbregas   | 63e |
| 21            | David Silva     | 66e |
| 09            | Fernando Torres | 78e |
|               |                 |     |
| Remplaçants : |                 |     |
| 14            | Xabi Alonso     | 63e |
| 12            | Santi Cazorla   | 66e |
| 17            | Daniel Güiza    | 78e |
|               |                 |     |
| Entraîneur :  |                 |     |
| Luis Aragonés |                 |     |

| Allemagne ·   |                        |     |
| Titulaires :  |                        |     |
|               |                        |     |
| 01            | Jens Lehmann           |     |
| 03            | Arne Friedrich         |     |
| 17            | Per Mertesacker        |     |
| 21            | Christoph Metzelder    |     |
| 16            | Philipp Lahm           | 46e |
| 08            | Torsten Frings         |     |
| 15            | Thomas Hitzlsperger    | 58e |
| 07            | Bastian Schweinsteiger |     |
| 13            | Michael Ballack        |     |
| 20            | Lukas Podolski         |     |
| 11            | Miroslav Klose         | 79e |
|               |                        |     |
| Remplaçants : |                        |     |
| 02            | Marcell Jansen         | 46e |
| 22            | Kevin Kurányi          | 58e |
| 09            | Mario Gómez            | 79e |
|               |                        |     |
| Entraîneur :  |                        |     |
| Joachim Löw   |                        |     |

| Espagne ·     |                 |     |
| Titulaires :  |                 |     |
|               |                 |     |
| 01            | Iker Casillas   |     |
| 15            | Sergio Ramos    |     |
| 04            | Carlos Marchena |     |
| 05            | Carles Puyol    |     |
| 11            | Joan Capdevila  |     |
| 19            | Marcos Senna    |     |
| 06            | Andrés Iniesta  |     |
| 08            | Xavi            |     |
| 10            | Cesc Fàbregas   | 63e |
| 21            | David Silva     | 66e |
| 09            | Fernando Torres | 78e |
|               |                 |     |
| Remplaçants : |                 |     |
| 14            | Xabi Alonso     | 63e |
| 12            | Santi Cazorla   | 66e |
| 17            | Daniel Güiza    | 78e |
|               |                 |     |
| Entraîneur :  |                 |     |
| Luis Aragonés |                 |     |